# Regeringsvorm

Landen met hun staats- en regeringsvormen.
Volledige presidentiële republieken
Presidentiële regeringsvorm, met een aan het parlement gebonden uitvoerende macht
Semi-presidentiele republieken
Parlementaire republieken
Parlementaire constitutionele monarchieën, waar de vorst geen macht meer uitoefent
Parlementaire constitutionele monarchieën, waar de vorst wél macht uitoefent (vaak samen met een weinig invloed hebbend parlement)
Absolute monarchieën
Eenpartijstaten
Landen waar de constitutie is opgeschort (bijv. bij militaire dictaturen)
Landen, waar geen van bovenstaande categorieën van toepassing is
Noot: let wel, sommige staten hebben constitutioneel een meerpartijenstelsel, maar worden door veel buitenstaanders als autoritaire staten beschouwd. Deze kaart heeft echter tot doel om de formele regeringsvorm ('de jure') te beschrijven, niet de graad van democratie in de praktijk ('de facto').

Een regeringsvorm beschrijft de manier waarop een overheidsverband geregeerd wordt of misschien zou kunnen worden. In het algemeen gaat het hierbij om staten of landen, maar het is ook mogelijk de regeringsvorm van supranationale organisaties of decentrale overheden te beschrijven.

## Regeringsvorm en staatsvorm
Van regeringsvorm moet staatsvorm onderscheiden worden. Met de staatsvorm bedoelen we niet de wijze waarop betrekkingen tussen verschillende ambten binnen één overheidsverband zijn geregeld, maar op de wijze waarop verschillende overheidsverbanden zich tot elkaar verhouden. Men onderscheidt daarin de eenheidsstaat, de federatie en soms ook de confederatie. Voorbeeld: Nederland is qua regeringsvorm te beschouwen als een constitutionele monarchie met een parlementair stelsel, terwijl het als staatsvorm te beschouwen is als een gedecentraliseerde eenheidsstaat.

## Regeringsvorm en bestuursvorm
Soms wordt er naast het begrip regeringsvorm nog verschillende bestuursvormen onderscheiden. Zie daarvoor het overzicht van bestuursvormen.

## Indelingen van staatsvorm
Er zijn een aantal criteria waarop regeringsvormen kunnen worden ingedeeld:
- democratisch gehalte, gaande van democratisch tot niet-democratisch (autoritarisme, dictatuur, militair regime, kolonialisme)
- wijze waarop het staatshoofd wordt bepaald (republiek, monarchie, theocratie)
- filosofie waarop de regeringsvorm is gebaseerd (communisme, kapitalisme)

## Regimewisseling
Regimewisseling (Engels “regime change”) is het - deels onder dwang - vervangen van het ene regeringsstelsel door een ander. Bij de wissel kan het hoogste staatsgezag, de regering of de overheidsorganisatie van een staat geheel of gedeeltelijk vervangen worden. Regimewisseling kan plaatsvinden via binnenlandse processen zoals een revolutie, staatsgreep of wederopbouw van de regering na het wegvallen van het staatsgezag of burgeroorlog. Het kan een land ook worden opgedrongen door buitenlandse actoren via een invasie, openlijke of heimelijke interventies of dwangmatige diplomatie. Regimewijziging kan gepaard gaan met de opbouw van nieuwe instellingen, het herstel van oude instellingen of de promotie van nieuwe ideologieën. 
Volgens een dataset van Alexander Downes werden tussen 1816 en 2011 120 staats- en regeringsleiders afgezet na een door het buitenland opgelegde regimeverandering.

## Enige regeringsvormen
Hieronder volgen enige regeringsvormen:
- Autocratie
- Oligarchie
  - Aristocratie
- Democratie
  - Parlementaire democratie
  - Constitutionele democratie
  - Volksdemocratie
  - Geleide democratie
  - Basisdemocratie
- Dictatuur
  - Eenpartijstaat
  - Militaire dictatuur
  - Totalitarisme
- Theocratie
  - Islamitische republiek

Zie ook Politiek van A tot Z voor meer terminologie.